# 酥锅
酥锅，也称酥鱼锅，是源于山东省淄博市博山区的一道传统菜肴，故又称博山酥锅，后又传至济南等地。酥锅所用食材多样且不固定，主要为猪肉、鱼肉、白菜、藕等。制作时将食材按顺序层层摆放于锅中，加入调好的糖、醋、酱油等调料，用小火慢炖至食材酥烂入味即可。其口感软烂，酸甜咸具备，常于冬季食用。

## 历史
酥锅的确切来源已无从考证，相传是清朝初年颜神镇苏小妹首先制作的，命名为苏锅，后因此菜以肉酥烂为主要特征，且“酥”与“苏”谐音，故又称酥锅。
也有说法认为博山区陶瓷、琉璃产业发达，工人上工时常将饭菜放在窑炉边慢煨，此法省时省力，做出的菜品亦口感独特，酥锅就是在此基础上延伸并改良的菜品。

## 制作
酥锅所用食材丰富多样，可依口味随意搭配，一般以猪肉、鱼肉、白菜、藕、海带、豆腐为主，也可加入鸡肉、鸭肉等，其中鱼肉常用鲅鱼。
制作酥锅时可先放一层箅子或者骨头以防止锅底被烧糊，再将食材按顺序层层堆叠于锅中，不易熟的食材放在下方，最上面盖上一层白菜叶以闷住食材，每层食材之间和锅内四周也可放上白菜叶。最后加入调好的糖、醋、酱油、料酒等调料，小火炖煮数小时直到食材酥烂。做酥锅的过程在当地亦称作“打酥锅”或“搭酥锅”。做好的酥锅既可热着吃，也可放凉成冻状后食用。